# Casa al carrer Freixenet, 18 (Camprodon)
La Casa al carrer Freixenet, 18 és una obra de Camprodon (Ripollès) inclosa a l'Inventari del Patrimoni Arquitectònic de Catalunya.

## Descripció
Tipologia clàssica, en els camins d'accés a la vila de Camprodon. Segurament els únics exemples conservats. Antigament estava penjada sobre el riu per la part posterior. Avui en dia ha estat convertida en eixida d'hort. Encara que anteriorment pertanyien al extens terme de Freixenet avui en dia estan incloses al centre urbà de Camprodon per haver integrat el terme de Freixenet a aquest últim.